# Grebănu
Grebănu is een Roemeense gemeente in het district Buzău.
Grebănu telde 5484 inwoners in 2007. In 2011 was dit cijfer gedaald tot 5319.